# Даниловский район (Москва)
Дани́ловский райо́н — район в Южном административном округе города Москвы, которому соответствует внутригородское муниципальное образование муниципальный округ Даниловский. Значительная часть района занята промышленными предприятиями, крупнейшее из которых — ЗИЛ, ныне не действующий.

## Показатели района
По данным на 2010 год, площадь территории района составляет 1259,6 га. Население — 104 272 чел. (2024). Плотность населения — 7135,9 чел./км², площадь жилого фонда — 2847,4 тыс. м² (2010 год).

## История

### Создание района
До 1991 года территория современного Даниловского района входила в состав Пролетарского и Москворецкого районов Москвы. В 1991 году в Москве была проведена административная реформа, в ходе которой были созданы административные и муниципальные округа. Так, временные муниципальные округа «Симоновский», «Павелецкий» и «Даниловский» были организованы в составе Южного административного округа Москвы.
В состав муниципальных округов входила только территория, застроенная жилыми домами и социальными объектами. Территория многочисленных промышленных предприятий в их состав не входила.
24 мая 1995 года муниципальные округа «Павелецкий» и «Симоновский» были включены в состав муниципального округа «Даниловский», который после принятия 5 июля 1995 году закона «О территориальном делении города Москвы» получил статус района Москвы и сохранил прежнее название — «Даниловский».
В 2002 году Даниловский район включил в себя также ТЕОС «Зил» и приобрёл свои современные границы.

## Название района
Даниловский район Москвы был назван в честь села Даниловского (Даниловской слободы). Это село располагалось в пяти верстах от Боровицкого холма вниз по течению Москвы-реки. В этом месте в Москву-реку впадала небольшая речка, известная с XVI века как Даниловка. Согласно данным археологических раскопок, уже в X-XI веках на обоих берегах реки существовала славянская колония. Село Даниловское появилось здесь приблизительно в XIV веке. В документах середины XV века встречается первое упоминание об этом населенном пункте под Москвой — одном из самых ближайших пригородов, которыми владели московские наместники.

## Границы
Границы Даниловского района и внутригородского муниципального образования Даниловское проходят по:
оси Духовского переулка, далее по северо-восточной и северной границам территории Даниловского кладбища, осям: 1-го Рощинского проезда, улицы Шаболовки, улицы Шухова, Хавской улицы, ул. Павла Андреева, 1-го и 4-го Щипковских переулков, Дубининской улицы, Жукова проезда, Летниковской улицы, Кожевнической улицы, оси Новоспасского моста, оси русла реки Москвы, осям: Арбатецкой улицы, улицы Симоновский Вал, Велозаводской улицы, улицы Сайкина и проспекта Андропова, осям: Нагатинского спрямления реки Москвы и русла реки Москвы, осям: Автозаводского моста и развязки 3-го транспортного кольца до Духовского переулка.
Таким образом, Даниловский район граничит с районами «Замоскворечье», «Донской», «Нагатино-Садовники», «Южнопортовый», «Таганский» и «Нагатинский Затон».

## Население
| 2002    | 2010    | 2012    | 2013    | 2014     | 2015     | 2016     |
| ------- | ------- | ------- | ------- | -------- | -------- | -------- |
| 90 265  | ↗91 109 | ↗91 783 | ↗92 148 | ↗92 689  | ↗92 897  | ↗93 239  |
| 2017    | 2018    | 2019    | 2020    | 2021     | 2023     | 2024     |
| ↗93 296 | ↗93 418 | ↗94 316 | ↗95 013 | ↗104 850 | ↗105 140 | ↘104 272 |

### Национальный состав
По итогам переписи населения 2020 года проживали следующие национальности (национальности менее 0,1 % и другое, см. в сноске к строке «Другие»):
| Национальность | Численность, чел. | Доля     |
| -------------- | ----------------- | -------- |
| Русские        | 77 651            | 74,06 %  |
| Татары         | 477               | 0,45 %   |
| Армяне         | 442               | 0,42 %   |
| Украинцы       | 351               | 0,33 %   |
| Азербайджанцы  | 238               | 0,23 %   |
| Грузины        | 198               | 0,19 %   |
| Евреи          | 150               | 0,14 %   |
| Узбеки         | 134               | 0,13 %   |
| Чеченцы        | 130               | 0,12 %   |
| Белорусы       | 110               | 0,10 %   |
| Другие         | 24 969            | 23,83 %  |
| Итого          | 104 850           | 100,00 % |

## Достопримечательности
- Стадион имени Эдуарда Стрельцова («Торпедо»)
- Конструктивистский жилой комплекс в квартале на Восточной улице, построенный в конце 1920-х годов по проекту Н. Волкова и В. Бибикова. Элементы конструктивизма ярко выражены в оформлении фасадов — ленточные балконы, высокое остекление лестничных пролётов. В декоре домов был применён и малораспространённый в архитектуре конструктивизма рустика[25].

## Парки и скверы
Парк «Тюфелева роща» — это ландшафтный парк на территории бывшего завода им. Лихачева площадью 10 Га. Автором проекта «Тюфелевой рощи» стал дизайнер и урбанист Джерри Ван Эйк. На территории парка есть пергола из кортеновской стали — это одновременно крытая прогулочная зона протяженностью 1,3 км, смотровая площадка и арт-объект. Также в парке есть пруд площадью 3 тыс.кв.м, на берегу которого установлены лежаки и зонтики. Многоуровневая система очистки воды дает эффект «голубой лагуны». Здесь оборудована спортивная зона с тренажерами и площадками для волейбола, баскетбола и большого тенниса. Для детей в «Тюфелевой роще» есть батуты, горки, мини-скалодром. Для владельцев собак в парке есть зона для выгула питомцев.
Сквер на Хавской ул., д.3 — это зона отдыха возле монумента «Мать с ребёнком». В 2018 она была благоустроена. Здесь установили новые фонари, деревянные лавочки в виде качелей, высадили деревья и кустарники. Для владельцев собак около каждой урны расположены рыжие ящики, где можно взять специальные пакетики для уборки за своим питомцем. Также в сквере есть детская площадка, а под навесами установлены шахматные столы.
Сквер у станции метро Автозаводская — это благоустроенная зона отдыха с дорожками и скамейками. Сквер украшают арт-объекты в виде ёлок и фонтан в виде арки из кортеновской стали.
Сквер на улице Мастеркова — периметр сквера огражден живой изгородью из хвойных и лиственных деревьев. Здесь установлены арки с подсветкой, а вдоль сквера расположены скамейки из архитектурного бетона.
Народный парк «Кожухово» — существует с 2013 года. Он расположен между ул. Лобанова и ул. Трофимова на берегу Кожуховского пруда. Из-за особенностей местности зоны парка находятся на разных уровнях и соединены между собой лестницами. Для маломобильных посетителей здесь есть пандусы. Дорожки парка вымощены плиткой, установлены беседки и лавочки. В парке установлены детские игровые площадки, есть скейт-парк и спортивные площадки.
Детский парк «Липки» — здесь есть площадка с уличными тренажерами, детский городок, сцена для проведения праздников. Также вдоль парка тянутся широкие прогулочные аллеи.

## Православные храмы
В районе есть четыре действующих православных храма:
- Храм Рождества Пресвятой Богородицы в Старом Симонове (улица Восточная, д. 6, настоятель — протоиерей Владимир (Силовьев))
- Храм Троицы Живоначальной в Кожевниках (Второй Кожевнический переулок, д. 4/6, настоятель — протоиерей Александр (Зайцев))
- Храм Воскресения Словущего в Даниловской слободе (Большой Староданиловский переулок, д. 3, настоятель — протоиерей Геннадий (Бороздин))
- Храм Тихвинской иконы Божией Матери бывшего Симонова монастыря (улица Восточная, д. 4, настоятель — протоиерей Андрей (Горячев)).

Храмы входят в состав Даниловского благочиния Московской городской епархии Русской православной церкви. Также на территории района расположен Свято-Данилов мужской ставропигиальный монастырь.
- Троицкая церковь в Кожевниках
- Храм Воскресения Словущего в Даниловской слободе
- Симонов монастырь
- Церковь Рождества Пресвятой Богородицы в Старом Симонове
- Храм святых отцов семи Вселенских соборов Данилова монастыря

## Транспорт
- Станции метро «Тульская», «Автозаводская (Замоскворецкая линия)», «Автозаводская (МЦК)», «Технопарк», «ЗИЛ».
- Остановочные пункты железной дороги Москва-Товарная-Павелецкая, Тульская.
  - Товарные станции Москва-Товарная-Павелецкая, Кожухово.
- Трамваи: 3, 38, 39, 47.
- Автобусы: м5, м6, н8, н13, с835, 913, 41, 944, 831, с799, 121, 142, с856, 984, 322, с910, е80, е85.

## Инфраструктура
На территории района расположено 9 общеобразовательных школ, 18 детских садов, 2 взрослых поликлиники (№ 32; поликлиника при больнице № 4), детская поликлиника № 108.

## Руководство района
- Глава управы — Конюхова Ольга Александровна